# Free Lance (chaussures)
Pour les articles homonymes, voir Freelance (homonymie).
 (septembre 2024).

## Origines
La marque de chaussures Free Lance , créée en 1980, est une marque française de chaussures. Elle est fondée par Guy et Yvon Rautureau qui perpétuent et développent l'entreprise Rautureau Apple Shoes  créée par leur grand-père dès 1870, puis développée par leur père, en Vendée, en la modernisant depuis les années 1970.  

## Développement de l'entreprise
L'entreprise produit au cours des années 2000 environ un million de paires par an, pour 40 millions d'euros de chiffre d'affaires (2016). 
En 2016, une partie de la gamme est fabriquée en France par 70 salariés à l’usine de La Gaubretière. Le groupe a aussi un atelier de piquage en Tunisie et externalise une partie du moyen de gamme à l’étranger. En 2017, après des difficultés financières, les frères Yvon et Guy Rautureau, cèdent l'entreprise familiale à Xavier Marie, fondateur de Maisons du Monde, qui rachète la marque avec l'appui de deux fonds d'investissement, EPF Partners et Alliance Entreprendre.